# Kawasaki Ki-100

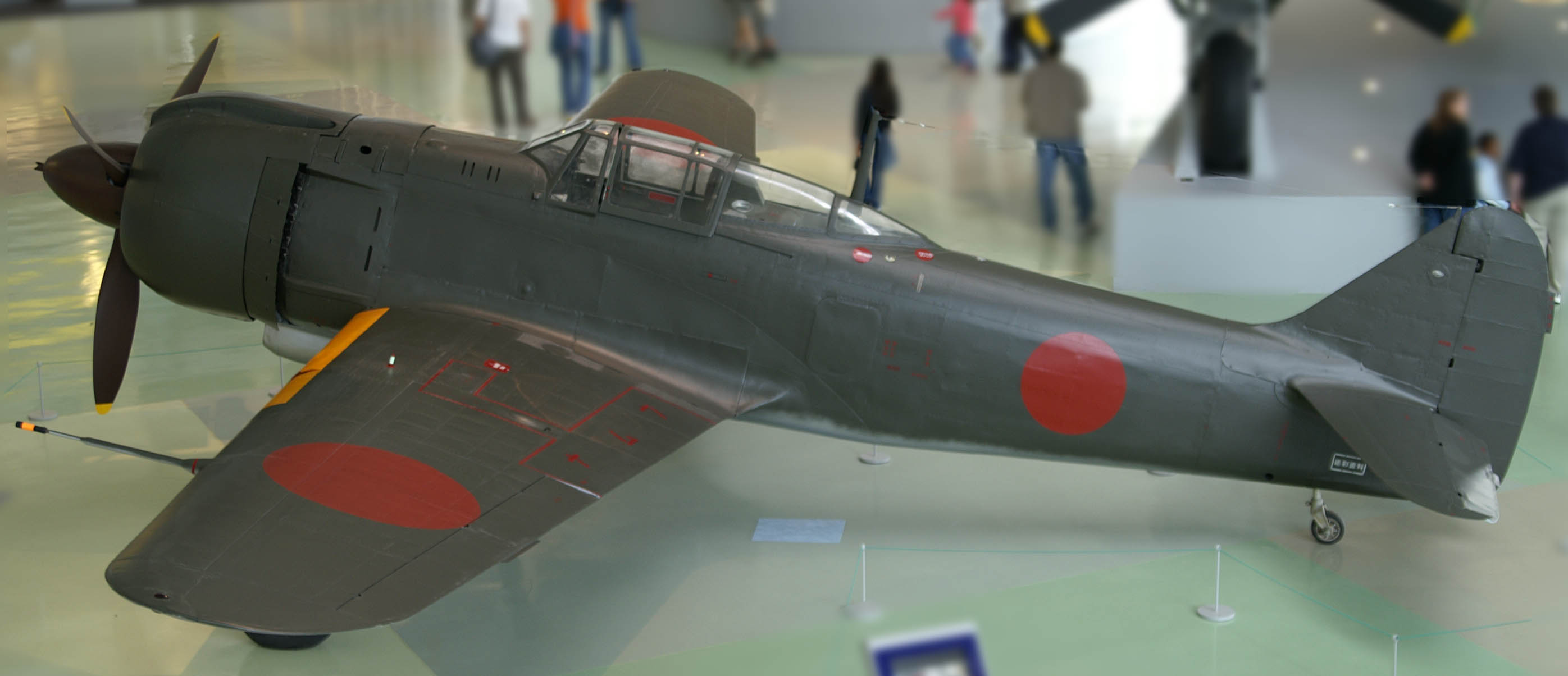
Ki-100 im RAF-Museum in Hendon, London

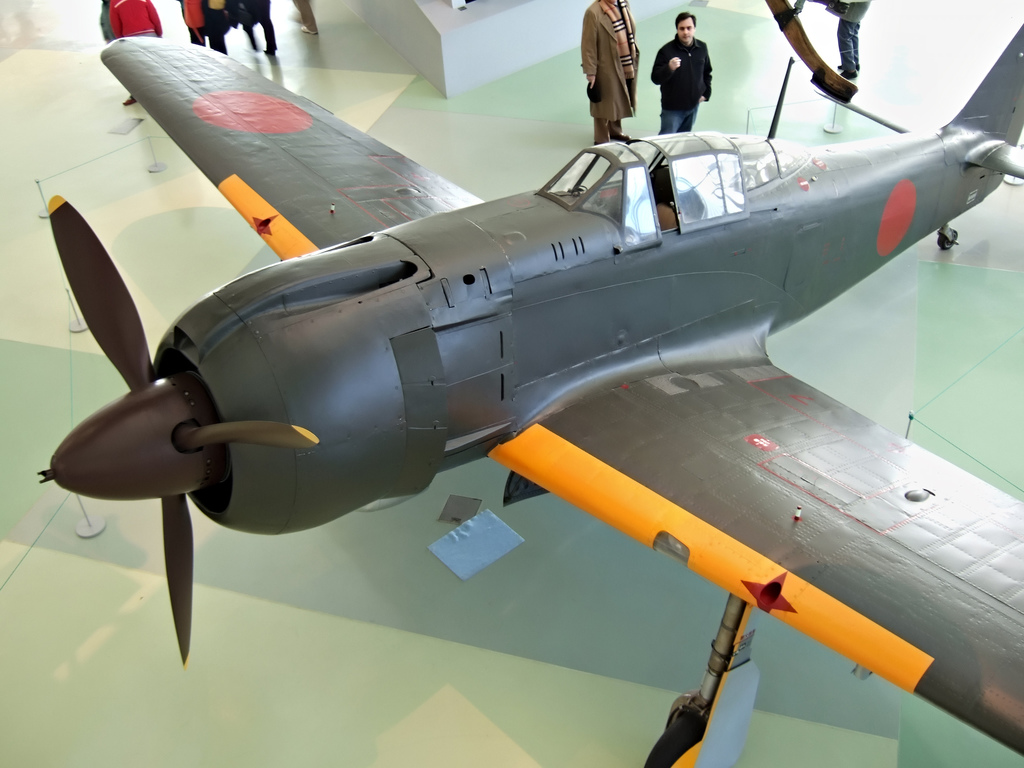
Frontansicht

Die Kawasaki Ki-100 war ein Jagdflugzeug der japanischen Armee im Zweiten Weltkrieg. Die japanische Armeeluftwaffe bezeichnete ihn als „Typ 5 Jäger“ (五式戦闘機). Neben der Nakajima Ki-84 Hayate war die Ki-100 einer der besten japanischen Jäger. Er entstand aus der Kawasaki Ki-61-II-KAI und war mit einem 1120 kW leistenden Mitsubishi-Ha-112-II-Sternmotor ausgestattet.

## Entwicklung
Mitte 1944 zeichnete sich ab, dass die mit einem in Lizenz gebauten Daimler-Benz DB-601-Motor ausgestattete Kawasaki Ki-61 Hien den moderneren US-amerikanischen Jagdflugzeugen nicht mehr gewachsen war. Der Weiterentwicklung des Motors waren technische Grenzen gesetzt, weshalb er durch einen 1120 kW (1500 PS) starken Kawasaki-Ha-140-Motor ersetzt wurde. Das Flugzeug erhielt nun die Bezeichnung Ki-61-II. Durch diese Umrüstung stieg die Höchstgeschwindigkeit auf 610 km/h. Allerdings brach die Fertigung des Triebwerks nach alliierten Bombenangriffen zusammen. Die 280 Zellen, die nun nicht mit diesem Motor ausgestattet werden konnten, wurden auf einen 1120 kW starken Mitsubishi-Ha-112-II-Sternmotor umgerüstet und erhielten die Bezeichnung Ki-100.
Einen Monat nach dem Erstflug am 1. Februar 1945 begann die Auslieferung der Maschinen. Der japanische Generalstab zeigte sich sehr erfreut über die ausgezeichneten Leistungen der Ki-100. Nach leichten Umbauten entstand die Ki-100-Ia, nach der weitere 272 Flugzeuge modifiziert wurden. Nochmalige leichte Modifikationen führten dann zum Typ Ki-100-Ib, der erst in den letzten Wochen des Krieges zum Einsatz kam.

## Einsätze
Die Maschine kam sehr schnell an die Front und zeigte hervorragende Eigenschaften. Sie konnte viele US-amerikanische Jäger ausmanövrieren, insbesondere in mittleren Höhen. Sie war den P-51D Mustangs und den P-47N Thunderbolts ebenbürtig. Die Bekämpfung von Boeing B-29-Bombern war auch für die Ki-100 schwierig, erst die Ki-100-II konnte in derartigen Höhen operieren. Da nur vier Maschinen in dieser Ausführung gebaut wurden, kam es nie zum Einsatz gegen die B-29.

## Versionen
- Ki-100 (Prototypen): Kawasaki Ki-61-II KAI mit Sternmotor.
- Ki-100-Ia: Typ 5, modifizierte Ki-61-II KAI
- Ki-100-Ib: vollverglaste Kabine, Mitsubishi-Ha-112-II-Sternmotor, 1.120 kW (ca. 1.520 PS)
- Ki-100-II (Prototyp): Mitsubishi Ha-112-II Ru mit Turbolader, 1.100 kW (ca. 1.500 PS)

## Technische Daten
| Kenngröße             | Daten (Ki-100 Ia/b Goshikisen)                                        |
| --------------------- | --------------------------------------------------------------------- |
| Besatzung             | 1                                                                     |
| Länge                 | 8,82 m                                                                |
| Spannweite            | 10,48 m                                                               |
| Flügelfläche          | 20 m²                                                                 |
| Flügelstreckung       | 5,5                                                                   |
| Höhe                  | 3,75 m                                                                |
| Leermasse             | 2.525 kg                                                              |
| Startmasse            | 3.495 kg                                                              |
| Antrieb               | ein Mitsubishi Ha-112-II mit 1.100 kW (ca. 1.500 PS)                  |
| Höchstgeschwindigkeit | 590 km/h in 6.000 m Höhe                                              |
| Reichweite            | 2.200 km                                                              |
| Dienstgipfelhöhe      | 11.000 m                                                              |
| Bewaffnung            | zwei 20-mm-Ho-5-Kanonen und zwei 12,7-mm-Ho-103-MG in den Tragflächen |